# Kelaginajuganahalli, Dod Ballapur
Kelaginajuganahalli là một làng thuộc tehsil Dod Ballapur, huyện Bangalore Rural, bang Karnataka, Ấn Độ.